# Шилово (муниципальное образование город Ефремов)
Ши́лово — село в Тульской области России.
В рамках административно-территориального устройства является центром Шиловского сельского округа Ефремовского района, в рамках организации местного самоуправления входит в муниципальное образование город Ефремов со статусом городского округа.

## География
Расположено в 32 км к востоку от города Ефремов. У деревни протекает река Красивая меча.

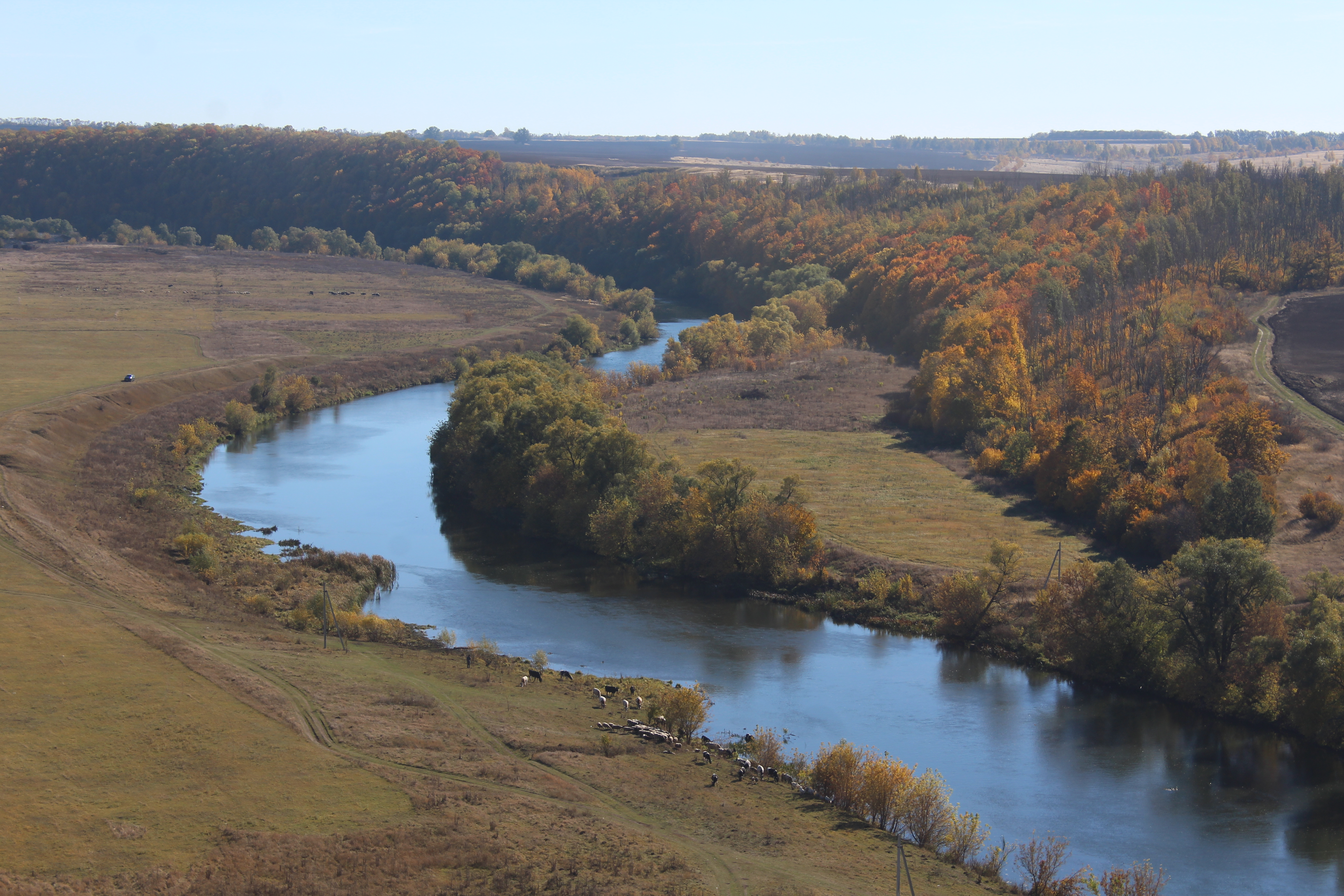
Вид на реку Красивая меча с смотровой площадки Шилово в октябре.

## Население
| 1939 | 2002 | 2004 | 2010 |
| ---- | ---- | ---- | ---- |
| 728  | ↗774 | ↘758 | ↘669 |

## История
Основано в 18 веке (не исключено, что раньше). В начале 18 века называлось Серебряные Колодези. На карте 1790 года — село Троицкое. Храм Святой Троицы был построен на средства местного помещика князя И. Г. Волконского.

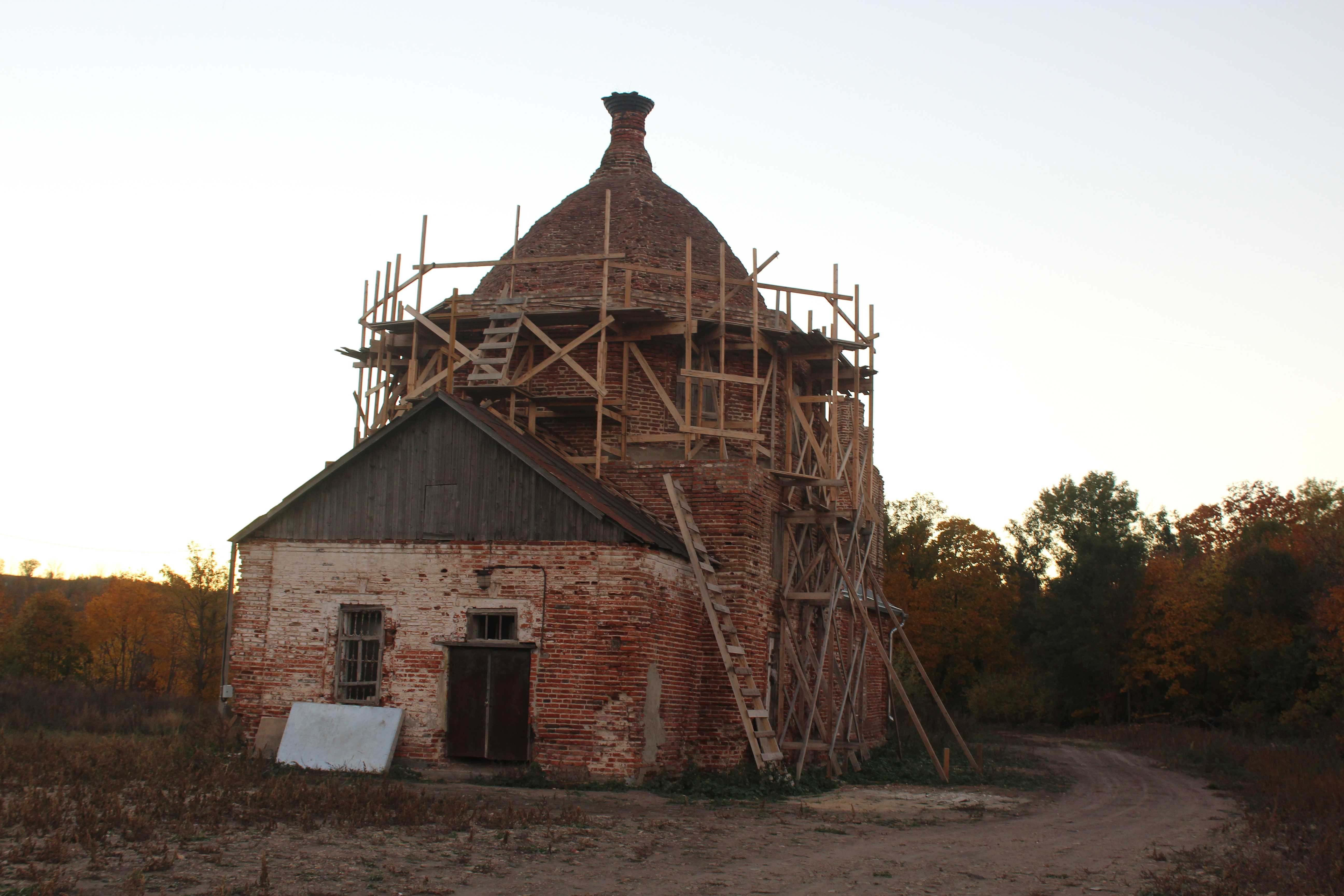
Шилово (Поповка). Церковь Троицы Живоначальной на склоне дня

В 1924—1930 гг. Шилово было центром Шиловского района, в 1935—1958 гг. — центром Октябрьского района.